# Tropojë (stad)
Tropojë ([tɾɔpɔj(ə)]; bepaalde vorm: Tropoja) is een gemeente(bashki) in de Albanese prefectuur Kukës. Tot 1952 was Tropojë de hoofdplaats van het toenmalige gelijknamige district, maar de communistische machthebbers hebben Bajram Curri gebouwd als nieuwe hoofdstad voor het gebied.
Van de 6512 inwoners in 2001 woonden er slechts 462 in het dorp Tropojë; de overigen wonen in de andere dorpen die de stad rijk is.

## Geografie
Tropojë ligt in het uiterste noordoosten van het land 15 kilometer noordoostelijk van Bajram Curri en het centrum is slechts vijf kilometer van de grens met Kosovo verwijderd. De gemeente grenst met de klok mee aan Montenegro, Kosovo (Junik en de grotere stad Gjakovë) en de deelgemeenten Bytyç, Llugaj en Margegaj. Met een oppervlakte van 661 km² beslaat Tropojë een kwart van het oppervlak van het voormalige district.
De deelgemeente Tropojë, die ter onderscheiding van de gemeente en het district ook Tropojë e Vjetër ('Oud-Tropojë') wordt genoemd, ligt boven een dal op 380 meter boven de zeespiegel aan de voet van de Shkëlzen (2807 m). Er is een centraal plein en enkele Ottomaanse huizen.

### Bestuurlijke indeling
Administratieve componenten (njësitë administrative përbërëse) na de gemeentelijke herinrichting van 2015 (inwoners tijdens de census 2011 tussen haakjes):
Bajram Curri (5340) • Bujan (2550) • Bytyç (1563) • Fierzë (1607) • Lekbibaj (1207) • Llugaj (1787) • Margegaj (2346) • Tropojë (4117).
De stad wordt verder ingedeeld in 70 plaatsen: Astë, Babinë, Bajram Curri, Begaj, Berishë, Betoshe, Bllatë, Bradoshnicë, Breg-Lum, Brisë, Buçaj, Bujan, Bukovë, Çerem, Çorraj-Veliç, Curraj i Poshtëm, Curraj i Sipërm, Degë, Dojan, Dragobi, Dushaj i Poshtëm, Fierzë, Fushë Lumi, Gegaj, Gjonpepaj, Gri e Re, Gri, Jaho Salihi, Kam, Kasaj, Kepenek, Kërrnajë, Koçanaj, Kojel, Kovaç, Lagja Paqës, Lekbibaj, Lekurtaj, Leniq, Llugaj, Luzhë, Margegaj, Markaj, Mash, Myhejan, Pac, Palç, Papaj, Peraj, Prush, Qerreç Mulaj, Rosujë, Rragam, Rragam, Rrez-Mali, Salce, Selimaj, Shëngjergj, Shkëlzen, Shoshan, Shumice-Ahmetaj, Sopot, Tetaj, Tpla, Valbonë, Viçidol, Visoçë, Vlad, Zherkë, Zogaj.

## Politiek
De huidige burgemeester van Tropojë is Shpend Hoxhaj uit Kojel. De gemeenteraad is, behalve de burgemeester, als volgt samengesteld (2011):
| - Ramiz Bardhi - Agim Bregu - Avni Dauti - Adem Dushi - Skënder Hyka | - Sami Gosturani - Sadik Kortoçi - Azgan Kovaçica - Ramiz Kuca - Adulla Memia | - Haki Neza - Jah Qeleposhi - Kadri Sallahi - Vladimir Shabanaj - Azem Sylaj |

Jah Qeleposhi is een voormalig burgemeester.

## Vervoer en bereikbaarheid

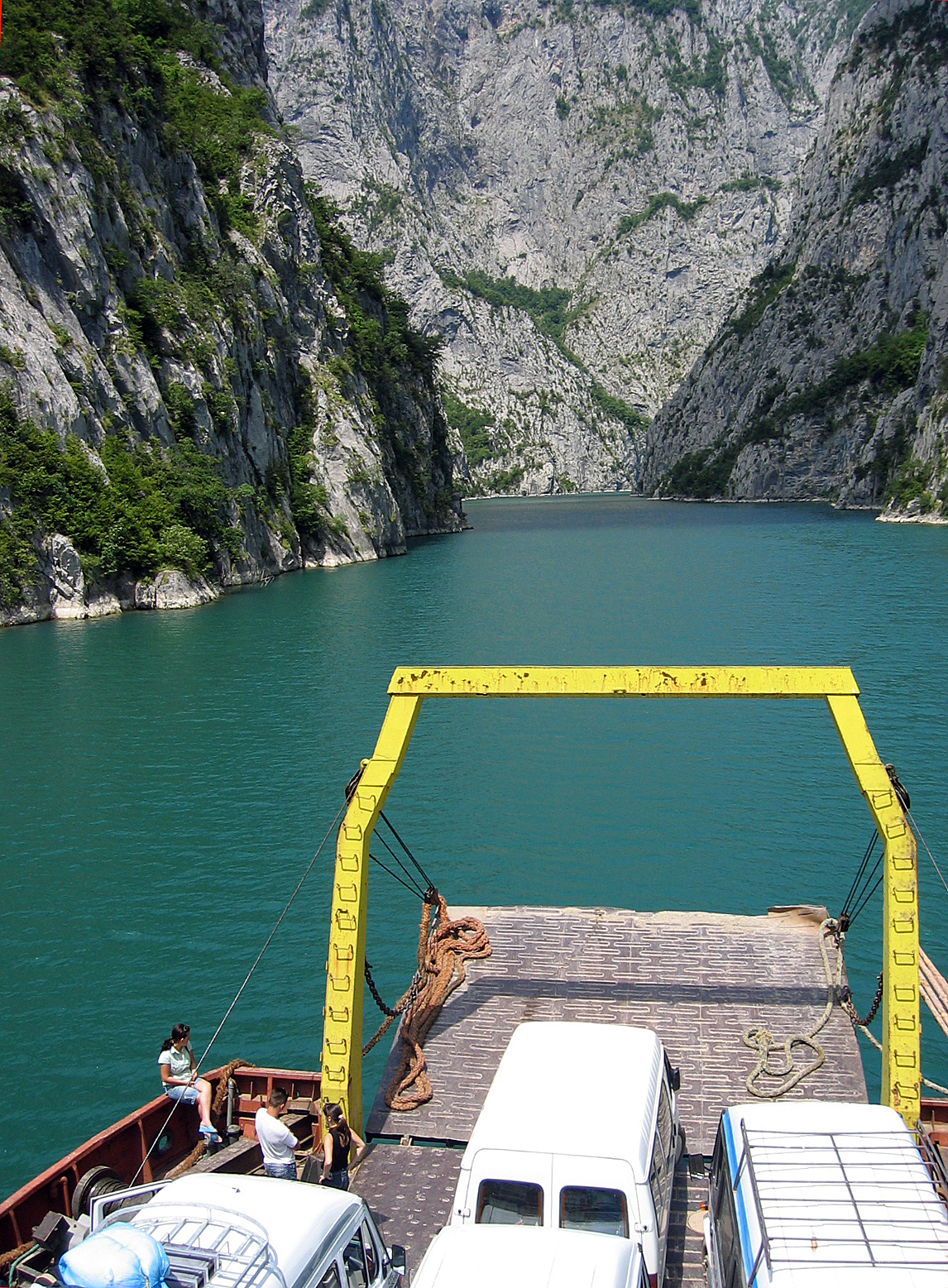
De tot voor kort courantste manier om het district Tropojë te bereiken: de ferry over het Komanmeer

Net zoals de rest van het district is de gemeente Tropojë slecht verbonden met de rest van het land; een van de gebruikelijkste manieren om in Tirana te raken is met de ferry langs het Komanmeer, waarheen minibussen rijden vanuit Bajram Curri. Deze ferry is ook bij toeristen populair vanwege het indrukwekkende panorama langs de route, die vergeleken wordt met een fjordlandschap. Kosovo is een stuk makkelijker te bereiken, aangezien vijf kilometer oostelijk van Tropojë de grensovergang ligt langs de vernieuwde weg naar Gjakovë, 30 kilometer verderop.
Sinds 2010 rijden de meeste minibussen uit Bajram Curri via Kosovo Albanië opnieuw binnen om in Tirana te raken; de wegen zijn dermate verbeterd dat deze geografische omweg minder tijd in beslag neemt dan de weg via de ferry over het Komanmeer. Een extra voordeel is dat deze minibussen doorgaans de Kosovaarse grootsteden Gjakovë en Pejë als stopplaatsen hebben. De ferryverbindingen bestaan nog steeds, maar worden voornamelijk gebruikt door toeristen en lieden met de prefecturen Lezhë en Shkodër als bestemming.

## Geboren
- Sali Berisha (1944), voormalig president en premier (Viçidol)

## Trivia
Tropojë is ook bekend doordat deze genoemd wordt in de film Taken, met Liam Neeson, waarbij leden van de Albanese maffia uit deze plaats komen. De gemeente wordt ook genoemd in het vervolg deel Taken 2.